# Formation de Port des Canonge
La formation de Port des Canonge est une formation géologique datant de la fin du Permien inférieur (Artinskien-Kungurien) et/ou du début du Permien moyen (Roadien) située au nord-ouest de l’île de Majorque dans l’archipel des Baléares. Elle est composée de mudstones et de grès déposés dans un environnement fluviatile. Ces dépôts contiennent des restes de végétaux, des traces de pas et des squelettes de tétrapodes. Parmi ces derniers, la formation de Port des Canonge a livré le premier thérapside gorgonopsien découvert en Europe de l’Ouest qui est probablement aussi le plus ancien représentant de son groupe connu au monde.

## Contexte géologique
Le contexte géologique permien de Majorque fait partie du cadre plus vaste des îles Baléares, une extension de la ceinture de plis et de chevauchements bétiques formée au cours de l'orogenèse alpine. Seules les deux plus grandes îles de l'archipel, Majorque et Minorque, possèdent des affleurements permiens mais leurs sédiments se sont probablement déposés dans des bassins différents le long de la marge orientale de la plaque ibérique. Les bassins du Paléozoïque supérieur et du Mésozoïque inférieur des îles Baléares font partie du même système structural que les bassins de la péninsule Ibérique, connus dans leur ensemble sous le nom de zone ibérique. Les bassins permiens des îles Baléares, comme ceux du reste de la péninsule Ibérique, se sont développés au cours du Carbonifère supérieur et du Permien inférieur, lorsque l'orogène varisque a commencé à s'effondrer. Cet effondrement a conduit à un régime tectonique transtensionnel et extensionnel dominant, favorisant la formation de semi-grabens où les sédiments se sont accumulés.
D'un point de vue paléogéographique, ces bassins étaient situés dans la partie orientale de la Pangée équatoriale, près de la marge occidentale de la Téthys,. Ces bassins ont dérivé d'une latitude d'environ 7° sud au début du Permien à environ 4° nord au cours du Permien tardif. Le climat était tropical tout au long de la période, avec des conditions saisonnières semi-arides. 
À Majorque, les roches permiennes affleurent par intermittence le long des falaises côtières du versant nord-ouest de la Serra de Tramuntana, entre Raco de s’Algar (Banyalbufar) et Platja de sa font Figuera (Valldemossa). Elles s’étendent à l’intérieur des terres uniquement dans la vallée située derrière Port des Canonge où elles sont le plus souvent masquées par la couverture forestière. La base de la succession permienne n’est pas connue car la limite avec le Carbonifère de faciès Culm sous-jacent se trouve sur une faille. La transition vers le faciès Buntsandstein du Trias inférieur sus-jacent est marquée par une discordance.

## Géologie et paléoenvironnement

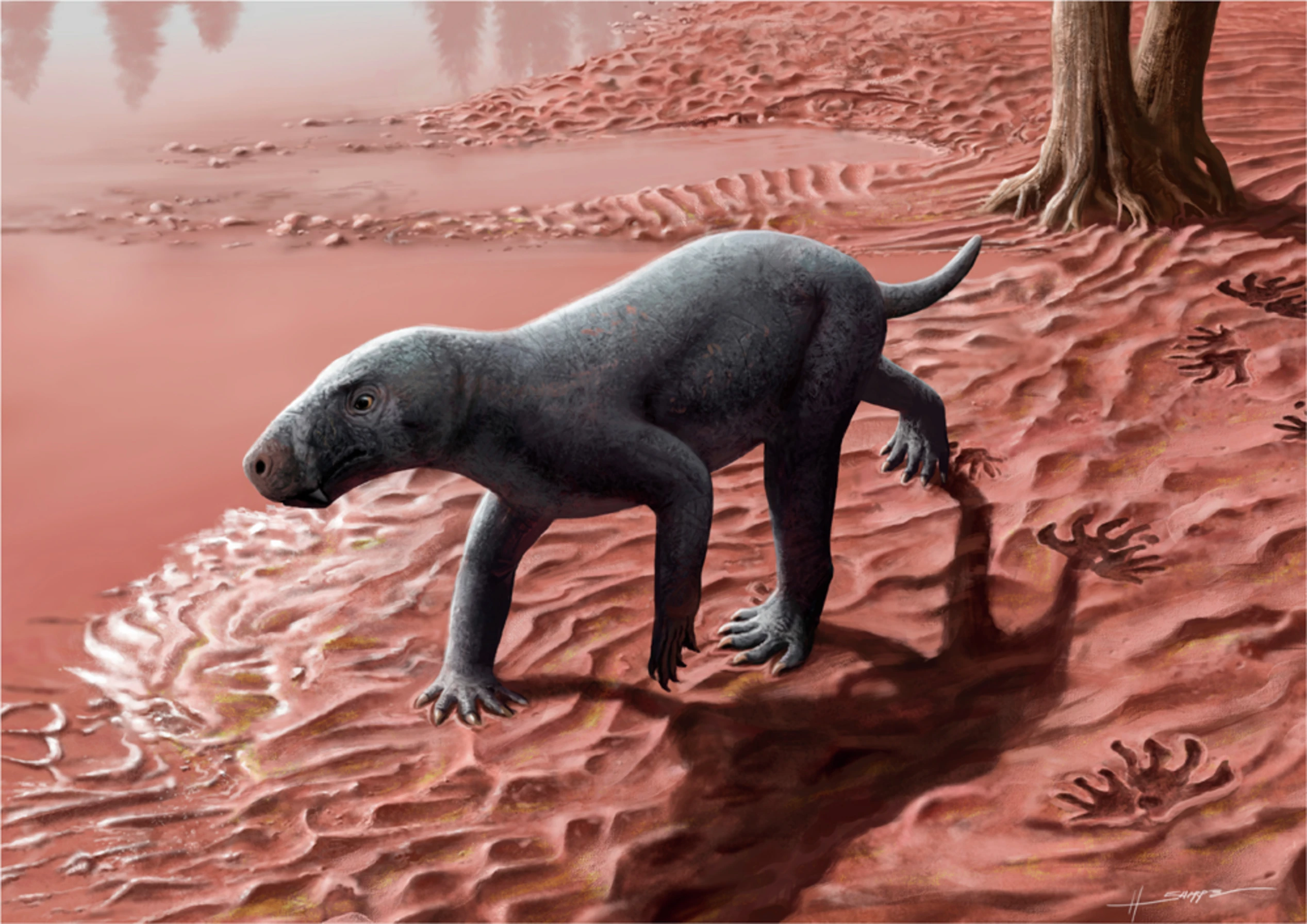
Reconstitution du gorgonopsien de la formation de Port des Canonge évoluant dans un environnement de plaine inondable.

La formation de Port des Canonge repose sur les dépôts grossiers de la formation de Bec de s’Àguila (colluvions et dépôts de cônes alluviaux) et est surmontée par la formation de Pedra de s’Ase (environnement fluviatile à rares dépôts de plaines inondables). Les deux principales zones d’affleurements de la formation de Port des Canonge, les sections Racó de s’Algar–Pedra de s’Ase et Port des Canonge–Hort de sa Cova, montrent respectivement une épaisseur de 222,5 m et 370 m environ. La formation de Port des Canonge est composée de mudstones et de grès fins à très fins correspondant à un système de rivières sinueuses avec d’abondants dépôts de plaines inondables,. La présence d'abondants paléosols carbonatés et calcrètes (vertisols calciques, calcisols vertiques et calcisols) dans toute la formation indique un climat tropical saisonnier avec une alternance de conditions subhumides et semi-arides. D’autres paléosols suggèrent également la présence de plans d'eau saisonniers persistants dans les plaines inondables. Il est possible que le climat ait été légèrement plus aride durant le dépôt de la partie inférieure de la formation où se trouve les plus gros nodules carbonatés et les plus grandes plaques dures de calcrètes.

## Datation
Aucune datation radiométrique n’est disponible pour la formation de Port des Canonge en raison de l’absence dans celle-ci de couches volcaniques. En 2022, en se basant sur les associations d’empreintes de pas de tétrapodes, Matamales-Andreu et al. lui ont attribué un âge Artinskien-Kungurien (fin du Permien inférieur). De plus, la formation sus-jacente de Pedra de s'Ase a été datée du Permien moyen (Roadien-Wordien) par une association palynologique particulière et des données paléomagnétiques. Un an plus tard, Matamales-Andreu et al. ont toutefois proposé (avec quelques doutes) que l’âge de la partie supérieure de la formation de Port des Canonge pourrait également atteindre la base du Permien moyen (Roadien inférieur). 

## Paléontologie
La formation de Port des Canonge renferme de nombreux fossiles. La faune de vertébrés terrestres, représentée à la fois par des empreintes de pas et des restes squelettiques, est remarquable en montrant un mélange de tétrapodes typiques du Permien inférieur (« pélycosaures » et Captorhinidae moradisaurinés) avec d'autres plutôt caractéristiques des assemblages du Permien moyen et supérieur (thérapsides non-mammaliens).
| Taxon        | Localité | Matériel             | Notes        | Images |
| ------------ | --- | -------------------- | ------------ | ------ |
| Hermitia sp. | Torrent de na Nadala (section de Racó de s’Algar–Pedra de s’Ase).                                               | Fragments de rameaux | Un conifère. |        |
| ? Feysia sp. | Racó de s’Algar, Torrent de na Nadala, Platjola des munt de Pedres (section de Racó de s’Algar–Pedra de s’Ase). | Fragments de rameaux | Un conifère. |        |

| Ichnotaxon             | Localité                                                          | Matériel       | Notes | Images |
| ---------------------- | ----------------------------------------------------------------- | -------------- | --- | ------ |
| Cochlichnus anguineus. | Torrent de na Nadala (section de Racó de s’Algar–Pedra de s’Ase). | Six spécimens. | Pistes attribuées à des nématodes et/ou des larves d’insectes. |        |
| Cruziana isp.          | Section de Port des Canonges–Hort de sa Cova.                     | Un spécimen.   | Représenté par seul spécimen non identifié au niveau ichno-spécifique en raison de sa mauvaise conservation. Compte tenu de sa taille, cette trace pourrait avoir été produite par des crustacés notostracés, similaires à ceux décrits dans le sud de la France. |        |

| Taxon                         | Localité                                                                           | Matériel | Notes | Images                                |
| ----------------------------- | ---------------------------------------------------------------------------------- | --- | --- | ------------------------------------- |
| Characichnos isp.             | Racó de s’Algar, Torrent de na Nadala (section de Racó de s’Algar–Pedra de s’Ase). | Deux spécimens. | Trace de nage de vertébrés indéterminés. |                                       |
| Dimetropus leisnerianus       | Torrent de na Nadala (section de Racó de s’Algar–Pedra de s’Ase).                  | Un moulage naturel d'une empreinte de pied gauche ; un moulage naturel d'une empreinte de pied droit ; un moulage naturel d'un ensemble main-pied droit ; un moulage naturel d'une piste avec deux ensembles main-pied droits et trois ensembles main-pied gauches ; un moulage naturel d'une piste avec trois ensembles main-pied droits, deux ensembles main-pied gauches et une empreinte de main gauche. | Traces attribuées à des synapsides non thérapside de type Caseidae, Ophiacodontidae, Edaphosauridae et/ou Sphenacodontidae. |                                       |
| cf. Dimetropus isp.           | Torrent de na Nadala (section de Racó de s’Algar–Pedra de s’Ase).                  | Un moulage naturel d'un ensemble main-pied gauche ; un moulage naturel d'une empreinte de pied droit ; un moulage naturel d'une empreinte de main droite ; un moulage naturel d'une empreinte de main gauche ; un moulage naturel d'une piste avec deux ensembles main-pied gauche et un ensemble main-pied droit. | Traces attribuées à un synapside caséidé de taille moyenne similaire à Ennatosaurus,. |                                       |
| Dromopus isp.                 | Torrent de na Nadala (section de Racó de s’Algar–Pedra de s’Ase).                  | Un moulage naturel d'une empreinte de pied droit ; un moulage naturel d'une ichnite droite, peut-être une trace de pied, partiellement superposée à une autre ichnite, peut-être une trace de main. | Traces attribuées à des reptiles diapsides araeoscelidiens ou des Varanopidae non Varanodontinae. |                                       |
| Gorgonopsia indet.            | Torrent de na Nadala                                                               | DA21/17-01-01 Un squelette partiel désarticulé composé d’une mandibule gauche, des fragments de crâne (partie dorsale du museau, un basicrâne partiel, des os du palais), une canine supérieure en dent de sabre, quatre incisives, des vertèbres du cou et de la queue, deux côtes, un membre postérieur gauche presque complet, et des os du pied droit. | Un thérapside gorgonopsien de taille relativement modeste (longueur du crâne estimé à 18 cm) représentant probablement la plus ancienne occurrence connue du groupe au monde. | Gorgonopsien indéterminé de Majorque. |
| Hyloidichnus bifurcatus       | Torrent de na Nadala (section de Racó de s’Algar–Pedra de s’Ase).                  | Grand morphotype : moulage naturel d'une piste avec deux ensembles mains-pied gauches, une empreinte de main droite et une empreinte de pied droit ; moulage naturel d'une piste partielle avec un ensemble main-pied gauches et une empreinte de pied droit ; moulage naturel d'une piste partielle avec deux ensembles main-pied gauches ; moulage naturel d'une empreinte de pied droit ; moulage naturel d'un ensemble main-pied droits. Petit morphotype : moulage naturel d'un ensemble mains-pied droits ; moulage naturel d'un ensemble main-pied gauche ; moulage naturel d'un autre ensemble main-pied gauche ; moulage naturel de trois ensembles main-pied consécutifs, deux complets et un ne préservant que l'empreinte de la main, ainsi qu'une trace légèrement sinueuse et fine de la queue. | Empreintes attribuées à des eureptiles Captorhinidae. Deux morphotypes sont connus, l'un grand et l'autre plus petit, les deux se distinguant également par des schémas de profondeur relative légèrement différents (liés à la prévalence fonctionnelle des autopodes), montrant que la répartition du poids était différente entre les petits et les grands moradisaurinés. Le petit morphotype d’Hyloidichnus bifurcatus de Majorque concorde avec la taille, les proportions et la forme du pied du petit moradisauriné Tramuntanasaurus tiai présent dans les strates voisines de celles des empreintes. |                                       |
| Moradisaurinae incertae sedis | Platja de son Bunyola (section de Port des Canonges–Hort de sa Cova).              | MBCN 15730 un fragment de maxillaire de 7,12 cm de long. | Un grand Captorhinidae Moradisaurinae. La longueur du crâne est estimée entre 17,7 et 26,4 cm. Cette forme ne possède que trois rangées de dents sur la partie médio-postérieure du maxillaire alors que Tramuntanasaurus, un taxon sympatrique beaucoup plus petit, en possède cinq. Comme chez les moradisaurinés le nombre de rangées de dents augmente avec l’âge individuel, MBCN 15730 appartient certainement à un taxon différent de Tramuntanasaurus. |                                       |
| cf. Pachypes ollieri          | Torrent de na Nadala (section de Racó de s’Algar–Pedra de s’Ase).                  | Une empreinte de pied droit. | Empreinte attribuée à un Pareiasauromorpha Nycteroleteridae,. |                                       |
| Tramuntanasaurus tiai         | Torrent de na Nadala (section de Racó de s’Algar–Pedra de s’Ase),.                 | L’holotype est un squelette presque complet semi articulé. Plusieurs autres squelettes sont connus mais n'ont pas encore été décrits,. | Un Captorhinidae Moradisaurinae de taille moyenne (longueur du crâne : 8,3 cm). | Holotype de Tramuntanasaurus tiai.    |